# Unitat perifèrica de Tessalònica
La unitat perifèrica de Tessalònica (en grec: Νομός Θεσσαλονίκης) és una unitat perifèrica de Grècia, a la regió de Macedònia Central. La seva capital és la ciutat de Salònica o Tessalònica. Correspon a l'antiga prefectura de Tessalònica.
S'estén entre el golf Thermaic.